# Róka Hasa Rádió
A Róka Hasa Rádió a Thy Catafalque negyedik albuma, amely 2009-ben jelent meg a cseh Epidemie Records kiadásában, amit később az orosz Soyuz Music licencelt. A felvételek Makón és Edinburghban (Skócia, Egyesült Királyság) zajlottak. A lemezen részletek hallhatók dr. Závodszky Péter, az MTA SzBK Enzimológiai Intézetének professzora "Fehérjék - A szerkezettől a funkcióig, a fizikától a biológiáig" című előadásából, illetve az "Orosz nyelv, általános iskola 5. osztály" című kazettáról (Szilvási László, 1987).
A Molekuláris gépezetek egy részletéhez és a Köd utánam című dalhoz klip készült.

## Dalok
1. Szervetlen
2. Molekuláris gépezetek
3. Köd utánam
4. Űrhajók Makón
5. Piroshátú
6. Esőlámpás
7. Kabócák, bodobácsok
8. Őszi varázslók
9. Fehér berek

## Közreműködők
- Kátai Tamás - ének, gitár, basszusgitár, billentyűs hangszerek, programok
- Juhász János - gitár, basszusgitár

Vendégek
- Bakos Attila (Taranis, Woodland Choir) - ének
- Tóth Ágnes (The Moon and the Nightspirit) - ének
- Hermann Balázs (Gire, Doc.Daneeka, Lipsync for a Lullaby) - basszusgitár
- Kónya Zoltán (Gire) - gitár
- Tóth Ádám (Mocun) - hegedű
- Bíró Anita - hegedű
- Derdák Andrea - cselló
- Deák Zsolt - klarinét
- Varga Viktória - narráció